# Saving Hope/Episodenliste

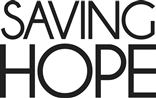
Logo zur Serie

Diese Episodenliste enthält alle Episoden der kanadischen Krankenhausserie Saving Hope, sortiert nach der kanadischen Erstausstrahlung. Die Fernsehserie umfasst derzeit fünf Staffeln mit 71 Episoden.

## Übersicht
| Staffel | Episodenanzahl | Erstausstrahlung Kanada | Erstausstrahlung Kanada | Deutschsprachige Erstausstrahlung | Deutschsprachige Erstausstrahlung |
| Staffel | Episodenanzahl | Staffelpremiere         | Staffelfinale           | Staffelpremiere                   | Staffelfinale                     |
| ------- | -------------- | ----------------------- | ----------------------- | --------------------------------- | --------------------------------- |
| 1       | 13             | 7. Juni 2012            | 13. September 2012      | 30. September 2013                | 23. Dezember 2013                 |
| 2       | 18             | 25. Juni 2013           | 27. Februar 2014        | 2. Juni 2014                      | 29. September 2014                |
| 3       | 18             | 22. September 2014      | 18. Februar 2015        | 4. Juli 2016                      | 3. Oktober 2016                   |
| 4       | 18             | 24. September 2015      | 14. Februar 2016        |                                   |                                   |
| 5       | 18             | 12. März 2017           |                         |                                   |                                   |

## Staffel 1
Die Erstausstrahlung der ersten Staffel war vom 7. Juni bis zum 13. September 2012 auf dem kanadischen Fernsehsender CTV zu sehen. Die deutschsprachige Erstausstrahlung sendete der deutsche Pay-TV-Sender Passion vom 30. September bis zum 23. Dezember 2013.
| Nr. (ges.) | Nr. (St.) | Deutscher Titel             | Originaltitel        | Erstausstrahlung Kanada | Deutschsprachige Erstausstrahlung (D) | Regie            | Drehbuch                         |
| ---------- | --------- | --------------------------- | -------------------- | ----------------------- | ------------------------------------- | ---------------- | -------------------------------- |
| 1          | 1         | Pilotfolge                  | Pilot                | 7. Juni 2012            | 30. Sep. 2013                         | David Wellington | Malcolm MacRury & Morwyn Brebner |
| 2          | 2         | Kontakt                     | Contact              | 14. Juni 2012           | 7. Okt. 2013                          | David Wellington | Morwyn Brebner                   |
| 3          | 3         | Blindheit                   | Blindness            | 21. Juni 2012           | 14. Okt. 2013                         | John Fawcett     | Adam Pettle                      |
| 4          | 4         | Krieg im Krankenhaus        | The Fight            | 28. Juni 2012           | 21. Okt. 2013                         | Kelly Makin      | Greg Nelson                      |
| 5          | 5         | Außer Sicht                 | Out of Sight         | 5. Juli 2012            | 28. Okt. 2013                         | John Fawcet      | Aaron Martin                     |
| 6          | 6         | Der Große Randall           | The Great Randall    | 12. Juli 2012           | 4. Nov. 2013                          | Peter Wellington | Sherry White                     |
| 7          | 7         | Mündige Erwachsene          | Consenting Adults    | 19. Juli 2012           | 11. Nov. 2013                         | John Fawcett     | Malcolm MacRury & Waneta Storms  |
| 8          | 8         | Herzkrank                   | Heartsick            | 26. Juli 2012           | 18. Nov. 2013                         | David Wellington | Morwyn Brebner & Adam Pettle     |
| 9          | 9         | Wieder Bea                  | Bea, Again           | 16. Aug. 2012           | 25. Nov. 2013                         | Peter Wellington | Esta Spalding                    |
| 10         | 10        | Ein Neuanfang               | A New Beginning      | 23. Aug. 2012           | 2. Dez. 2013                          | Steve DiMarco    | Aaron Martin                     |
| 11         | 11        | Das Gesetz der Ansteckung   | The Law of Contagion | 30. Aug. 2012           | 9. Dez. 2013                          | TW Peacocke      | Greg Nelson                      |
| 12         | 12        | Gib Gas oder geh nach Hause | Ride Hard or Go Home | 6. Sep. 2012            | 16. Dez. 2013                         | Ken Girotti      | Adam Pettle                      |
| 13         | 13        | Rosa Wolken                 | Pink Clouds          | 13. Sep. 2012           | 23. Dez. 2013                         | David Wellington | Morwyn Brebner                   |

## Staffel 2
Die Erstausstrahlung der zweiten Staffel war vom 25. Juni 2013 bis zum 27. Februar 2014 auf dem kanadischen Sender CTV zu sehen. Die deutschsprachige Erstausstrahlung sendete der Pay-TV-Sender Passion vom 2. Juni bis zum 29. September 2014.
| Nr. (ges.) | Nr. (St.) | Deutscher Titel                             | Originaltitel               | Erstausstrahlung Kanada | Deutschsprachige Erstausstrahlung (D) | Regie            | Drehbuch                                        |
| ---------- | --------- | ------------------------------------------- | --------------------------- | ----------------------- | ------------------------------------- | ---------------- | ----------------------------------------------- |
| 14         | 1         | Auferstanden von den Toten                  | I Watch Death               | 25. Juni 2013           | 2. Juni 2014                          | David Wellington | Morwyn Brebner                                  |
| 15         | 2         | Die Geister, die ich rief                   | Little Piggies              | 2. Juli 2013            | 9. Juni 2014                          | Kelly Makin      | Adam Pettle                                     |
| 16         | 3         | Der Sinn des Lebens                         | Why Waste Time              | 9. Juli 2013            | 16. Juni 2014                         | John Fawcett     | Handlung: Greg Nelson Schauspiel: Waneta Storms |
| 17         | 4         | Schatten der Vergangenheit                  | Defense                     | 16. Juli 2013           | 23. Juni 2014                         | Kelly Makin      | Malcolm MacRury                                 |
| 18         | 5         | Überzeugungstäter                           | The Face of the Giant Panda | 23. Juli 2013           | 30. Juni 2014                         | Ken Girotti      | John Krizanc                                    |
| 19         | 6         | Irren ist menschlich, Vergeben ist göttlich | All Things Must Pass        | 30. Juli 2013           | 7. Juli 2014                          | Jeff Woolnough   | John Callaghan                                  |
| 20         | 7         | Hitzeschock                                 | Bed One                     | 6. Aug. 2013            | 14. Juli 2014                         | Peter Wellington | Noelle Carbone                                  |
| 21         | 8         | Not macht erfinderisch                      | Defriender                  | 13. Aug. 2013           | 21. Juli 2014                         | Jason Priestly   | Morwyn Brebner & Maggie Gilmour                 |
| 22         | 9         | Die eingebildete Kranke                     | Vamonos                     | 20. Aug. 2013           | 28. Juli 2014                         | Jeff Woolnough   | Adam Pettle & Amanda Fahey                      |
| 23         | 10        | Widerspruchs-Geist                          | Wishbones                   | 2. Jan. 2014            | 4. Aug. 2014                          | David Wellington | Sherry White                                    |
| 24         | 11        | Geschwisterliebe                            | En Bloc                     | 9. Jan. 2014            | 11. Aug. 2014                         | Gregory Smith    | Morwyn Brebner & Adam Pettle                    |
| 25         | 12        | Wie aus der Hüfte                           | Nottingham 7                | 16. Jan. 2014           | 18. Aug. 2014                         | David Wellington | John Krizanc                                    |
| 26         | 13        | Plötzlich Patient                           | Wide Awake                  | 23. Jan. 2014           | 25. Aug. 2014                         | Yon Motskin      | Waneta Storms                                   |
| 27         | 14        | Kampf gegen die Zeit                        | 43 Minutes                  | 31. Jan. 2014           | 1. Sep. 2014                          | David Wellington | Aubrey Nealon                                   |
| 28         | 15        | Das Paar aus den Bergen                     | Don’t Poke the Bear         | 6. Feb. 2014            | 8. Sep. 2014                          | Peter Wellington | John Krizanc & Sherry White                     |
| 29         | 16        | Organversagen                               | Breathless                  | 13. Feb. 2014           | 15. Sep. 2014                         | Noelle Carbone   | Peter Stebbings                                 |
| 30         | 17        | Schulterschluss                             | Twinned Lambs               | 20. Feb. 2014           | 22. Sep. 2014                         | Adam Pettle      | David Warnsby                                   |
| 31         | 18        | Herzschlag-Finale                           | Broken Hearts               | 27. Feb. 2014           | 29. Sep. 2014                         | David Wellington | Morwyn Brebner                                  |

## Staffel 3
Die Erstausstrahlung der dritten Staffel war vom 22. September 2014 bis zum 18. Februar 2015 auf CTV zu sehen. Die deutschsprachige Erstausstrahlung sendete der deutsche Free-TV-Sender sixx vom 4. Juli bis zum 3. Oktober 2016.
| Nr. (ges.) | Nr. (St.) | Deutscher Titel                  | Originaltitel              | Erstausstrahlung Kanada | Deutschsprachige Erstausstrahlung (D) | Regie            | Drehbuch                                   |
| ---------- | --------- | -------------------------------- | -------------------------- | ----------------------- | ------------------------------------- | ---------------- | ------------------------------------------ |
| 32         | 1         | Der Himmel kann warten           | Heaven Can Wait (Part 1)   | 22. Sep. 2014           | 4. Juli 2016                          | David Wellington | Morwyn Brebner                             |
| 33         | 2         | Küss mich noch einmal            | Kiss Me Goodbye (Part 2)   | 25. Sep. 2014           | 11. Juli 2016                         | Kelly Makin      | Adam Pettle                                |
| 34         | 3         | Erwachen                         | Awakenings                 | 2. Okt. 2014            | 18. Juli 2016                         | John Fawcett     | Patrick Tarr                               |
| 35         | 4         | Vier Stunden Probezeit           | Stand By Me                | 9. Okt. 2014            | 25. Juli 2016                         | Michael Shanks   | Waneta Storms                              |
| 36         | 5         | Der Schlangenbiss                | Breaking Away              | 16. Okt. 2014           | 1. Aug. 2016                          | Peter Wellington | Malcolm MacRury                            |
| 37         | 6         | Joel 2:31                        | Joel 2:31                  | 23. Okt. 2014           | 8. Aug. 2016                          | T.W. Peacocke    | Amanda Fahey                               |
| 38         | 7         | So wie wir waren                 | The Way We Were            | 26. Nov. 2014           | 15. Aug. 2016                         | Steve DiMarco    | John Krizanc                               |
| 39         | 8         | Gebrochene Herzen                | The Heartbreak Kid         | 3. Dez. 2014            | 22. Aug. 2016                         | David Warnsby    | Fiona Highet                               |
| 40         | 9         | Die andere Seite der Mitternacht | The Other Side of Midnight | 10. Dez. 2014           | 29. Aug. 2016                         | Peter Stebbings  | Jennifer Kassabian & Tammy Marlowe Johnson |
| 41         | 10        | Tage im Himmel                   | Days of Heaven             | 17. Dez. 2014           | 29. Aug. 2016                         | Peter Stebbings  | Malcolm MacRury                            |
| 42         | 11        | Die Elternfalle                  | The Parent Trap            | 7. Jan. 2015            | 5. Sep. 2016                          | T.W. Peacocke    | John Krizanc & Amanda Fahey                |
| 43         | 12        | Herz aus Glas                    | Hearts of Glass            | 7. Jan. 2015            | 12. Sep. 2016                         | Jason Priestley  | Patrick Tarr                               |
| 44         | 13        | Ein weiter Weg                   | Narrow Margin              | 14. Jan. 2015           | 19. Sep. 2016                         | Jeff Woolnough   | Morwyn Brebner, Adam Pettle                |
| 45         | 14        | Platztausch                      | Trading Places             | 21. Jan. 2015           | 19. Sep. 2016                         | Gregory Smith    | Waneta Storms                              |
| 46         | 15        | Eine Frage des Blickwinkels      | Remains of the Day         | 28. Jan. 2015           | 26. Sep. 2016                         | Eleanore Lindo   | John Krizanc                               |
| 47         | 16        | Ein simpler Plan                 | A Simple Plan              | 4. Feb. 2015            | 26. Sep. 2016                         | James Genn       | Fiona Highet & Patrick Tarr                |
| 48         | 17        | Mütter und Töchter               | Fearless                   | 11. Feb. 2015           | 3. Okt. 2016                          | Gregory Smith    | Adam Pettle                                |
| 49         | 18        | Weiße Pferde                     | All The Pretty Horses      | 18. Feb. 2015           | 3. Okt. 2016                          | David Wellington | Morwyn Brebner                             |

## Staffel 4
Die Erstausstrahlung der vierten Staffel war vom 24. September 2015 bis zum 14. Februar 2016 auf dem kanadischen Fernsehsender CTV zu sehen.
| Nr. (ges.) | Nr. (St.) | Deutscher Titel | Originaltitel                      | Erstausstrahlung Kanada | Deutschsprachige Erstausstrahlung (—) | Regie                         | Drehbuch                         |
| ---------- | --------- | --------------- | ---------------------------------- | ----------------------- | ------------------------------------- | ----------------------------- | -------------------------------- |
| 50         | 1         | —               | Sympathy for the Devil             | 24. Sep. 2015           | —                                     | James Genn                    | Adam Pettle                      |
| 51         | 2         | —               | Beasts of Burden                   | 1. Okt. 2015            | —                                     | John Fawcett                  | Patrick Tarr                     |
| 52         | 3         | —               | Start Me Up                        | 8. Okt. 2015            | —                                     | Steve DiMarco                 | Noelle Carbone                   |
| 53         | 4         | —               | Miss You                           | 15. Okt. 2015           | —                                     | Peter Stebbings               | Ley Lukins                       |
| 54         | 5         | —               | Heart of Stone                     | 22. Okt. 2015           | —                                     | David Wellington              | Waneta Storms                    |
| 55         | 6         | —               | Rock and a Hard Place              | 29. Okt. 2015           | —                                     | Jason Priestley               | Fiona Highet                     |
| 56         | 7         | —               | Can’t You Hear Me Knocking?        | 5. Nov. 2015            | —                                     | T.W. Peacocke                 | Tammy Marlowe Johnson            |
| 57         | 8         | —               | Waiting on a Friend                | 12. Nov. 2015           | —                                     | James Genn                    | Adam Pettle & Graeme Stewart     |
| 58         | 9         | —               | Shattered                          | 26. Nov. 2015           | —                                     | David Wellington              | Adam Pettle                      |
| 59         | 10        | —               | Emotional Rescue                   | 3. Dez. 2015            | —                                     | Gregory Smith                 | Malcolm MacRury                  |
| 60         | 11        | —               | Shine a Light                      | 10. Dez. 2015           | —                                     | Peter Wellington              | Patrick Tarr & Fiona Highet      |
| 61         | 12        | —               | All Down the Line                  | 7. Jan. 2016            | —                                     | Steve DiMarco                 | Jennifer Kassabian               |
| 62         | 13        | —               | Goodbye Girl                       | 14. Jan. 2016           | —                                     | Peter Stebbings               | Noelle Carbone & Katrina Seville |
| 63         | 14        | —               | You Can’t Always Get What You Want | 21. Jan. 2016           | —                                     | Michael Shanks                | Ley Lukins                       |
| 64         | 15        | —               | Not Fade Away                      | 28. Jan. 2016           | —                                     | Gregory Smith                 | Waneta Storms                    |
| 65         | 16        | —               | Torn and Frayed                    | 4. Feb. 2016            | —                                     | Steve DiMarco & Erica Durance | Patrick Tarr                     |
| 66         | 17        | —               | Anybody Seen My Baby               | 14. Feb. 2016           | —                                     | David Wharnsby                | Noelle Carbone                   |
| 67         | 18        | —               | Let Me Go                          | 14. Feb. 2016           | —                                     | James Genn                    | Adam Pettle                      |

## Staffel 5
Die Erstausstrahlung der fünften Staffel ist seit dem 12. März 2017 auf dem kanadischen Fernsehsender CTV zu sehen.
| Nr. (ges.) | Nr. (St.) | Deutscher Titel | Originaltitel            | Erstausstrahlung Kanada | Deutschsprachige Erstausstrahlung (—) | Regie            | Drehbuch       |
| ---------- | --------- | --------------- | ------------------------ | ----------------------- | ------------------------------------- | ---------------- | -------------- |
| 68         | 1         | —               | Dr. Dustiny              | 12. März 2017           | —                                     | David Wellington | Adam Pettle    |
| 69         | 2         | —               | Midlife Crisis           | 19. März 2017           | —                                     | Kelly Makin      | Noelle Carbone |
| 70         | 3         | —               | Birthday Blues           | 26. März 2017           | —                                     | Gregory Smith    | Patrick Tarr   |
| 71         | 4         | —               | A Stranger Comes to Town | 3. Apr. 2017            | —                                     | James Genn       | Ley Lukins     |